# Guo Yubin
Guo Yubin és un esportista xinès que va competir en judo, guanyador de dues medalles de bronze al Campionat Asiàtic de Judo de 1991 en les categories de +95 kg i oberta.

## Palmarès internacional
| Campionat Asiàtic | Campionat Asiàtic | Campionat Asiàtic | Campionat Asiàtic |
| Any               | Lloc              | Medalla           | Categoria         |
| ----------------- | ----------------- | ----------------- | ----------------- |
| 1991              | Osaka ( Japó)     | 3                 | +95 kg            |
| 1991              | Osaka ( Japó)     | 3                 | Oberta            |